# NGC 2878
NGC 2878 ist eine linsenförmige Galaxie vom Hubble-Typ SAB0-aa im Sternbild Wasserschlange südlich der Ekliptik. Sie ist schätzungsweise 319 Millionen Lichtjahre von der Milchstraße entfernt und hat einen Durchmesser von etwa 75.000 Lj. 

Im selben Himmelsareal befinden sich u. a. die Galaxien NGC 2861, NGC 2877, NGC 2897, NGC 2898.
Das Objekt wurde am 28. März 1864 von Albert Marth entdeckt.